# 유니언 아이언 웍스
유니언 아이언 웍스(Union Iron Works)는 미국의 조선 회사이다. 캘리포니아주 샌프란시스코에 소재한다. 미국 해군용 함정을 다수 건조했고, 그 중에는 1891년에 기공한 ‘전함 오리건’(USS Oregon, BB-3) 1902년의 ‘잠수함 그램퍼스’(USS Grampus, SS-4), 1903년 ‘파이크’(USS Pike, SS-6) 등이 포함되어 있다.

## 개요
아일랜드계 이민자인 피터 제임스와 토네이도 형제가 1849년에 샌프란시스코 시장의 남쪽에 유니언 철공소를 설립했다. 채광 장비와 철도, 농업 기자재 생산을 시작한 후, I. M. 스콧이 이끄는 유니언 철공소는 조선업에 진출하면서, 포트레로 포인트로 이전했다. 포트레로 조선소는 미국에서 사기업이 보유한 가장 긴 조선소였다. 회사는 샌프란시스코 만을 가로 지른 위치에 알라메다 조선소도 보유했다.
1885년 유니언 철공소는 서해안의 첫 번째 철제 선체를 가진 선박인 ‘아라고’(Arago)를 진수했다. 아라고에 사용된 강철재는 퍼시픽 롤링 밀즈(Pacific Rolling Mills)에서 공급된 것이었다. 1886년에는 100만 달러의 순양함 건조 계약을 수주했다. ‘찰스턴’(USS Charleston, C-2)은 18개월 만에 완성되었다. 아라고가 완성된 1884년부터 1902년까지 유니언 철공소는 75척의 해군함정을 건조하였고, 그 중에는 미국-스페인 전쟁에서 활약한 ‘순양함 올림피아’(USS Olympia, C-6)와 ‘전함 오리건’(USS Oregon, BB-3)도 포함되어 있다.

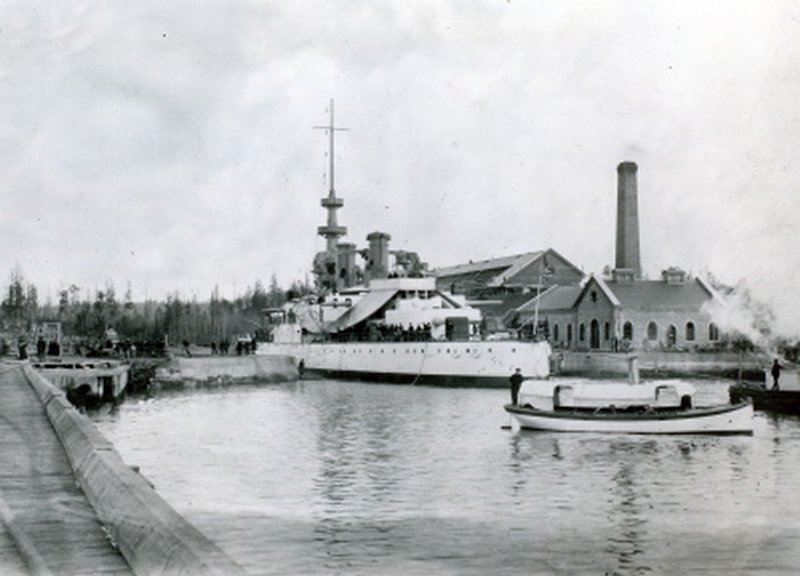
전함 오리건(USS Oregon, BB-3) 1896년 워싱턴주 브레머튼

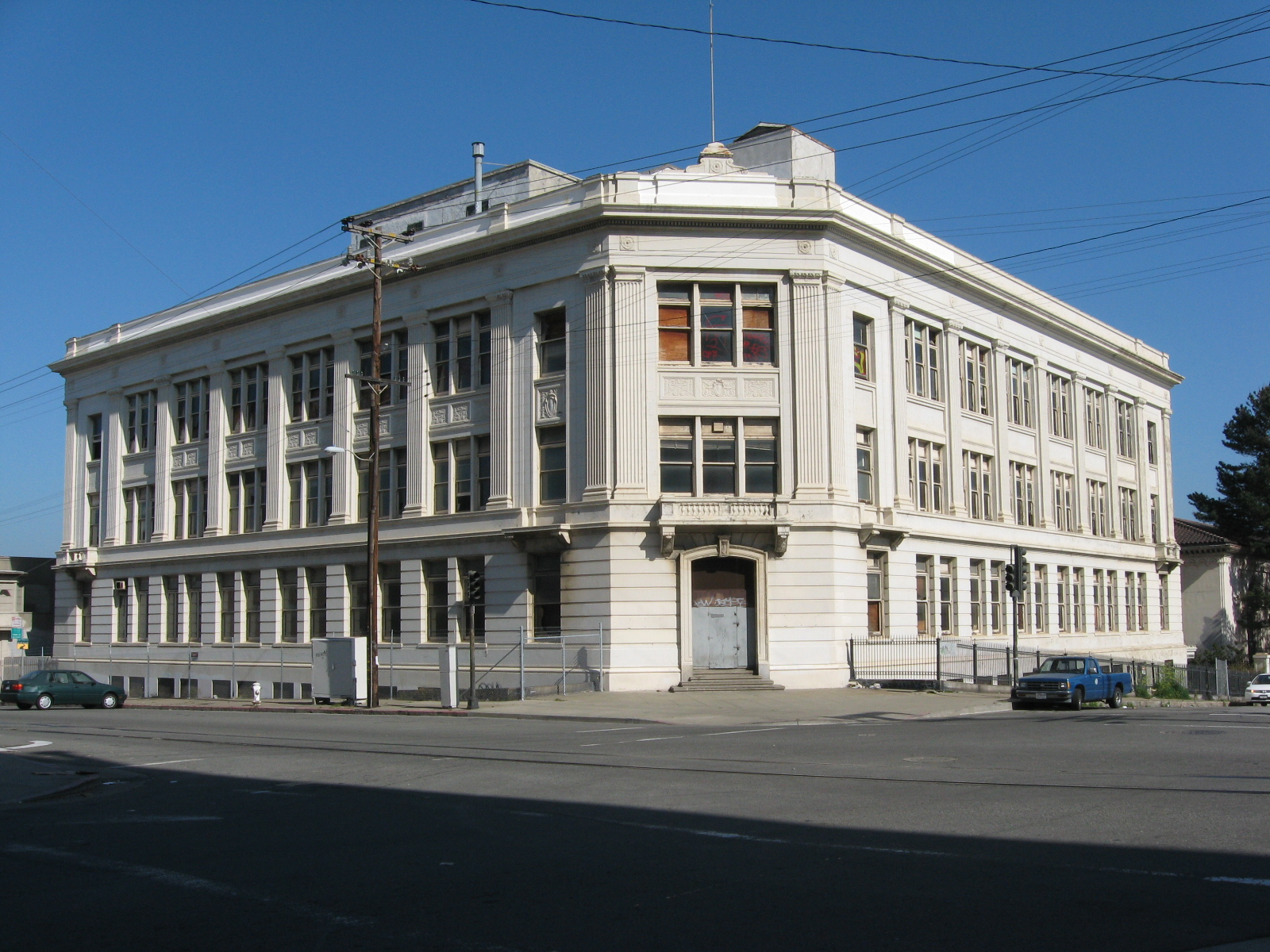
1913년 완공된 베델레햄 조선 사무소

1892년에는 1,200명 ~ 1,500명이 고용되어 연간 200만 ~ 400만 달러의 매출이 있었다고 한다. 20세기에 들어서 그 부지와 고용은 두 배로 늘었다. 고용 인원은 3,500명에 달했다. 조선소는 전기, 압축 공기, 증기, 수력, 석탄 또는 가스에 의한 화력과 다양한 동력을 사용했다.
1902년 유니언 철공소는 ‘유나이티드 스테이츠 조선 주식회사’(United States Shipbuilding Corporation)에 흡수 합병되었다. 1905년에는 16만 평방미터의 조선소 전체가 100만 달러로 ‘베들레헴 조선’에 의해 인수되었다. 찰스 M. 슈왑은 인수의 경매가 이루어지고 있는 동안, 20번가 유니언 철공소의 오피스 빌딩에 서 있었다. 슈왑은 단 한 명의 입찰자였다. 슈왑은 유나이티드 스테이츠 조선의 종언을 능숙하게 수행한 것으로 간주되었다. 그것이 사실이 아니라고 할지라도 그는 회사의 붕괴에서 이익을 얻을 수 있었다. 인수 후에는 베들레헴 스틸의 조선 부문으로 군함과 상선을 모두 건조했다. 1908년 베들레헴 조선은 샌프란시스코의 헌터 포인트 조선소를 인수했다.